# Хён Ён Чхоль
Хён Ён Чхоль (кор. 현영철?, 玄永哲?, 11 января 1949 — по слухам был казнен 30 апреля 2015, возможно жив до сих пор) — северокорейский военачальник, министр Народных Вооружённых Сил, бывший начальник Генерального Штаба КНА (июль 2012 — май 2013).
В мае 2015 года по линии разведки Южной Кореи поступила информация, что его расстреляли 30 апреля, но это оказалось ложью.

## Биография
Родился 11 января 1949 года в уезде Оран провинции Северный Хамгён.
С 1966 года служил в Корейской народной армии. Окончил Военный университет имени Ким Ир Сена, служил командиром батальона, командиром полка, командиром бригады, начальником штаба учебного центра, заместителем начальника Генерального штаба, начальником Разведывательного управления, командующим корпусом.
На Третьей конференции Трудовой партии в сентябре 2010 года избран членом её Центрального комитета. В декабре 2011 Хён Ён Чхоль вошёл в список комиссии по организации похорон Ким Чен Ира под номером 77.
16 июля 2012 года решением Комитета Обороны и Центрального военного совета Трудовой партии Кореи назначен начальником Генерального штаба Корейской народной армии с присвоением звания вице-маршала (кор. 차수).
Однако в октябре того же года Хён Ён Чхоль был замечен на публике с погонами генерал-полковника. Понижение его в звании южнокорейские СМИ связывали с произошедшим в конце сентября инцидентом в районе демилитаризованной зоны, когда боец, уличённый командиром в краже еды, совершил затем побег в Южную Корею, предварительно убив командиров взвода и отделения.
На мартовском 2013 года пленуме Центрального комитета Трудовой партии Кореи получил повышение в партийной иерархии, став кандидатом в члены Политбюро ЦК ТПК.
В мае 2013 года назначен командующим одного из корпусов. В июне 2014 года назначен министром Народных Вооружённых Сил, в сентябре того же года решением Верховного Народного Собрания избран членом Государственного Комитета Обороны. С июля 2015 года министром стал Пак Ён Сик.
В российской прессе за 2018 год упоминается, как заместитель председателя ЦК Трудовой партии Кореи.

### Слухи о казни
13 мая 2015 Национальное агентство разведки Южной Кореи сообщило о том, что 30 апреля 2015 года Хён Ён Чхоль был расстрелян из крупнокалиберной зенитной установки ЗПУ-4 на военном полигоне в присутствии сотен зрителей. Позже российские и южнокорейские СМИ сообщали о других датах и обстоятельствах расстрела опираясь на информацию из неназванных источников. Появившиеся в ряде СМИ сообщения, согласно которым Хён казнён за то, что заснул во время заседания с участием Ким Чен Ына, в первоначальных вариантах сообщений отсутствуют.
Государственный телеканал КНДР давал кадры якобы казненного министра после предполагаемой даты казни. Слухи о казни Хён Ён Чхоля вызвали пристальный интерес мировой прессы. Власти Южной Кореи считают необходимым провести детальный анализ данных о предполагаемой казни Хён Ён Чхоля.

## Воинские звания
| генерал-майор | генерал армии     | вице-маршал   |
| ------------- | ----------------- | ------------- |
|               |                   |               |
| 1992          | 2010              | 2012          |
| генерал армии | генерал-полковник | генерал армии |
|               |                   |               |
| 2012          | 2013              | 2014          |

## Награды
Указом Президиума Верховного народного собрания от 9 февраля 2012 года был награждён вместе с другими официальными лицами Орденом Ким Чен Ира.